# Ikuo Takahara
Ikuo Takahara (Japó, 14 d'octubre de 1957) és un exfutbolista japonès.

## Selecció japonesa
Ikuo Takahara va disputar 4 partits amb la selecció japonesa.